# Kolosh
Kolosh (persiska: كلش) är en ort i Iran.   Den ligger i provinsen Ardabil, i den nordvästra delen av landet, 400 km nordväst om huvudstaden Teheran. Kolosh ligger 1 741 meter över havet och antalet invånare är 744.
Terrängen runt Kolosh är kuperad åt sydväst, men åt nordost är den bergig. Terrängen runt Kolosh sluttar söderut. Runt Kolosh är det ganska tätbefolkat, med 139 invånare per kvadratkilometer. Närmaste större samhälle är Namīn, 9,1 km söder om Kolosh. Trakten runt Kolosh består i huvudsak av gräsmarker.